# Mauvais œil
 (septembre 2020).
Si vous disposez d'ouvrages ou d'articles de référence ou si vous connaissez des sites web de qualité traitant du thème abordé ici, merci de compléter l'article en donnant les références utiles à sa vérifiabilité et en les liant à la section « Notes et références ».
 (janvier 2021).
- Si vous ne connaissez pas le sujet, laissez ce bandeau (vous pouvez alors contacter les auteurs).
- Si vous supprimez le contenu mis en cause (vous pouvez préalablement contacter les auteurs),

argumentez précisément cette suppression dans la page de discussion
(un manque de référence n'est pas un argument ; une recherche réelle de référence doit avoir été effectuée, être formellement documentée).
Pour l’article homonyme, voir Mauvais Œil (album).
Le mauvais œil est une croyance selon laquelle un regard, un éloge ou un compliment d'une personne à une autre aurait le pouvoir de faire peser une malédiction ou de la malchance sur cette dernière.

## Théorie
Selon Francesco Alberoni, le mauvais œil est pour la société une façon de « gérer » l’envie et de canaliser de manière préventive la violence qui pourrait en découler.
Celui qui éprouve l’envie souffre, sans toutefois accuser l’autre puisqu'il n’a aucun comportement agressif envers lui. Dans la jalousie, l’autre est perçu comme un rival. L’autre, le rival vient nous enlever notre objet de désir. Dans l’envie nous sommes blessés par la comparaison avec autrui. René Girard (1923-2015) établit que dès que nous désirons (l’envie), ce que notre prochain possède, la rivalité entre lui et nous est inévitable et peut déboucher sur la violence. Il l’appelle désir mimétique.

## Histoire

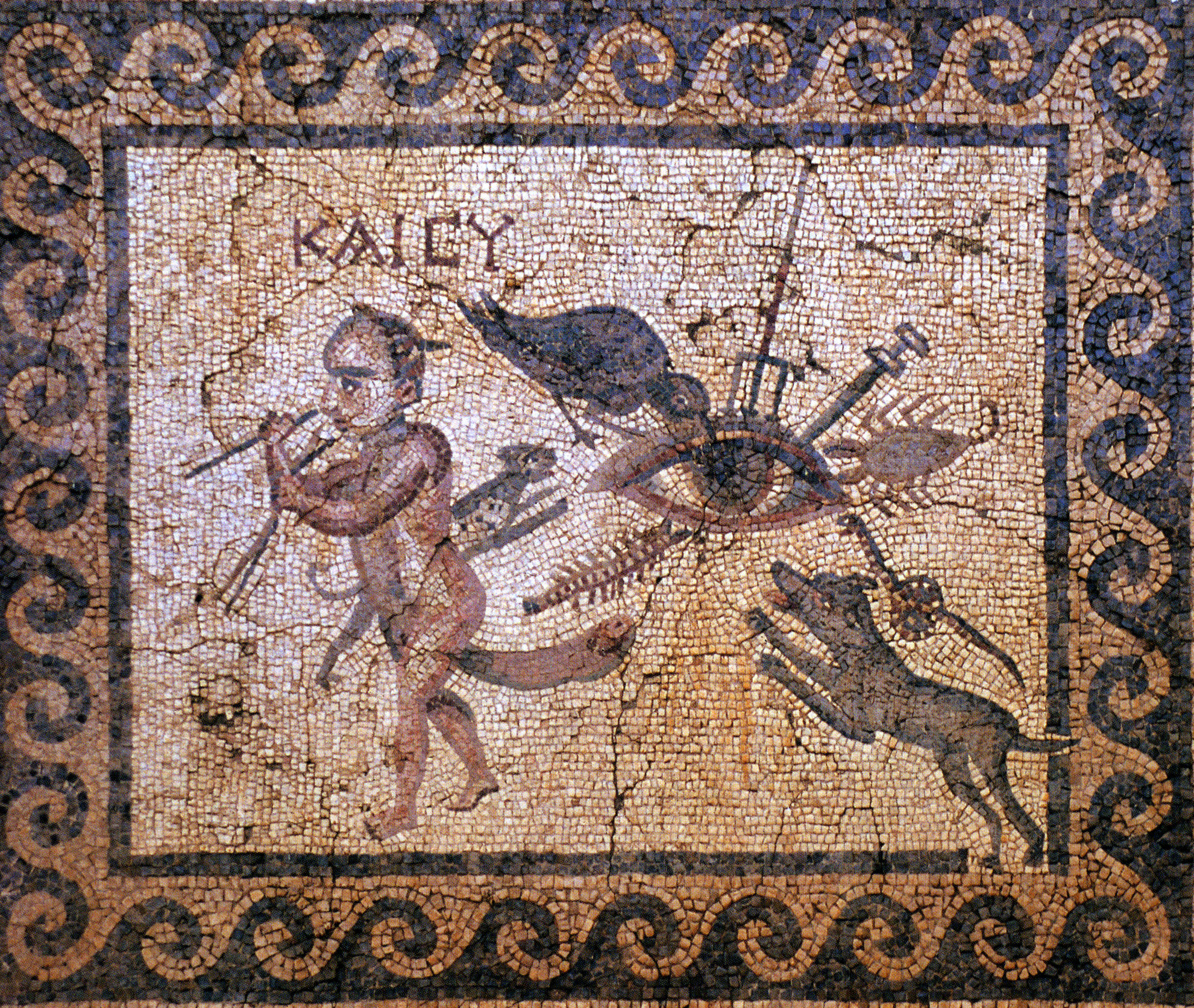
Mosaïque d'Antioche montrant diverses protection contre le mauvais œil.

Le « regard assassin », capable d'attirer le malheur, la maladie ou la mort, apparaît dans les textes de Sumer, de Babylone et d'Assyrie. En Europe au Moyen Âge, les sorcières étaient réputées pour user du mauvais œil contre tous ceux qui avaient le malheur de croiser leur route. Leurs victimes étaient alors frappées de maux divers, perdaient l'amour de leur conjoint ou étaient jetées dans la misère.
Dans cette croyance, les sorcières - étant associées à l'image de vieilles femmes - seraient liées à la ménopause. Puisque les sorcières ne pouvaient plus vu leur âge expulser leurs « impuretés » par les voies naturelles, elles le faisaient à travers leurs yeux.
Face au mauvais œil, les petits enfants et les animaux seraient particulièrement vulnérables. Partout où les superstitions liées au mauvais œil sont encore vivaces, il est considéré comme dangereux d'attirer l'attention sur la beauté de ses enfants, de peur que le mauvais œil ne leur jette un regard jaloux.

## Mauvais œil dans les traditions religieuses

### Judaïsme
Dans le judaïsme, la croyance en un mauvais œil est apparue dans la Bible. Dans le Deutéronome (28:54), il est mentionné : « l’homme le plus délicat d’entre vous, le plus habitué à la mollesse aura un œil mauvais envers son frère, envers la femme qui repose sur son sein, envers ceux de ses enfants qu’il aura épargnés; il ne donnera à aucun d’eux la chair de ses autres enfants, dont il fera sa nourriture ». La première acceptation n’est autre que « l’envie ». Le traité Avot présente de nombreuses citations :
- « l’œil mauvais (l’envie), l’inclinaison mauvaise et la haine du prochain mettent un homme hors du monde »(2:16)
- « un bon œil, un esprit humble et un caractère modeste, voilà le propre des disciples d’Abraham notre père »(5:22)

Dans les Proverbes (23:6), on peut lire : « on ne mange pas le pain de celui qui a mauvais œil » ou (28-22)« l’homme qui a le mauvais œil a hâte de s’enrichir »
La seconde affirmation est claire: l’éclat d’un œil peut avoir des effets funestes.
- Dans le traité talmudique Baba metzia (B.m:107b) on peut lire : « il meurt quatre-vingt dix neuf personnes du mauvais œil pour une mort naturelle »
- Dans le traité chabath (34.-B.b.75a) le regard de plusieurs rabbins passe pour avoir transformé en un tas de pierres l’individu qui les offensait[6]

## Protections

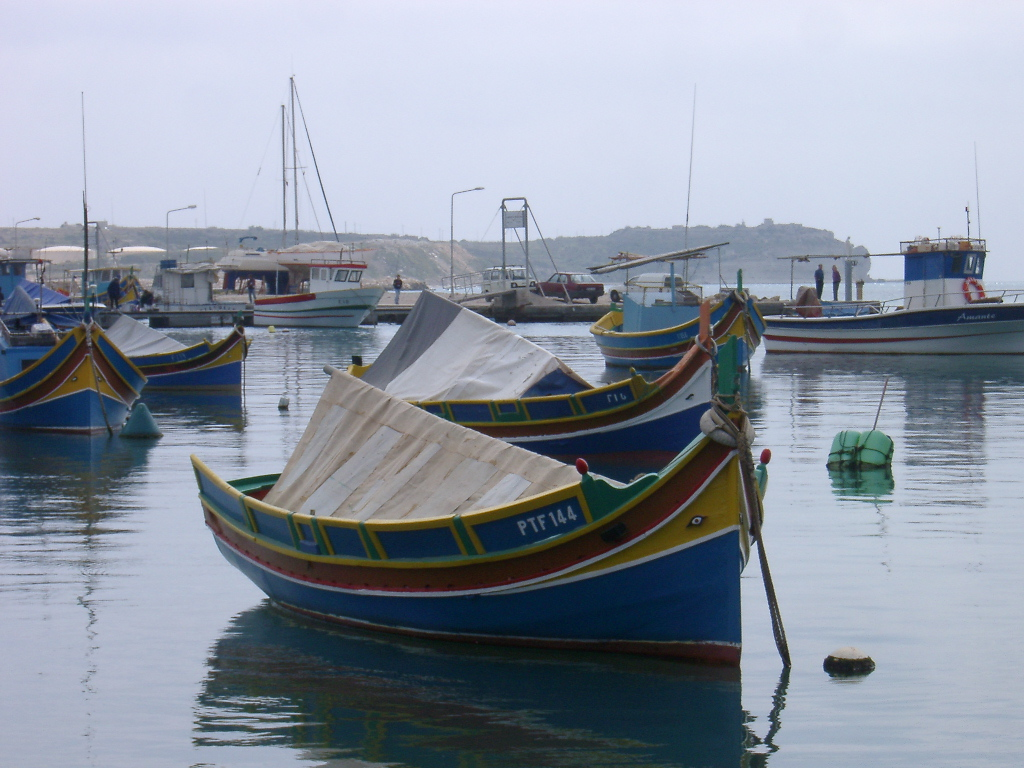
Barque portant un œil sur la coque (Malte).

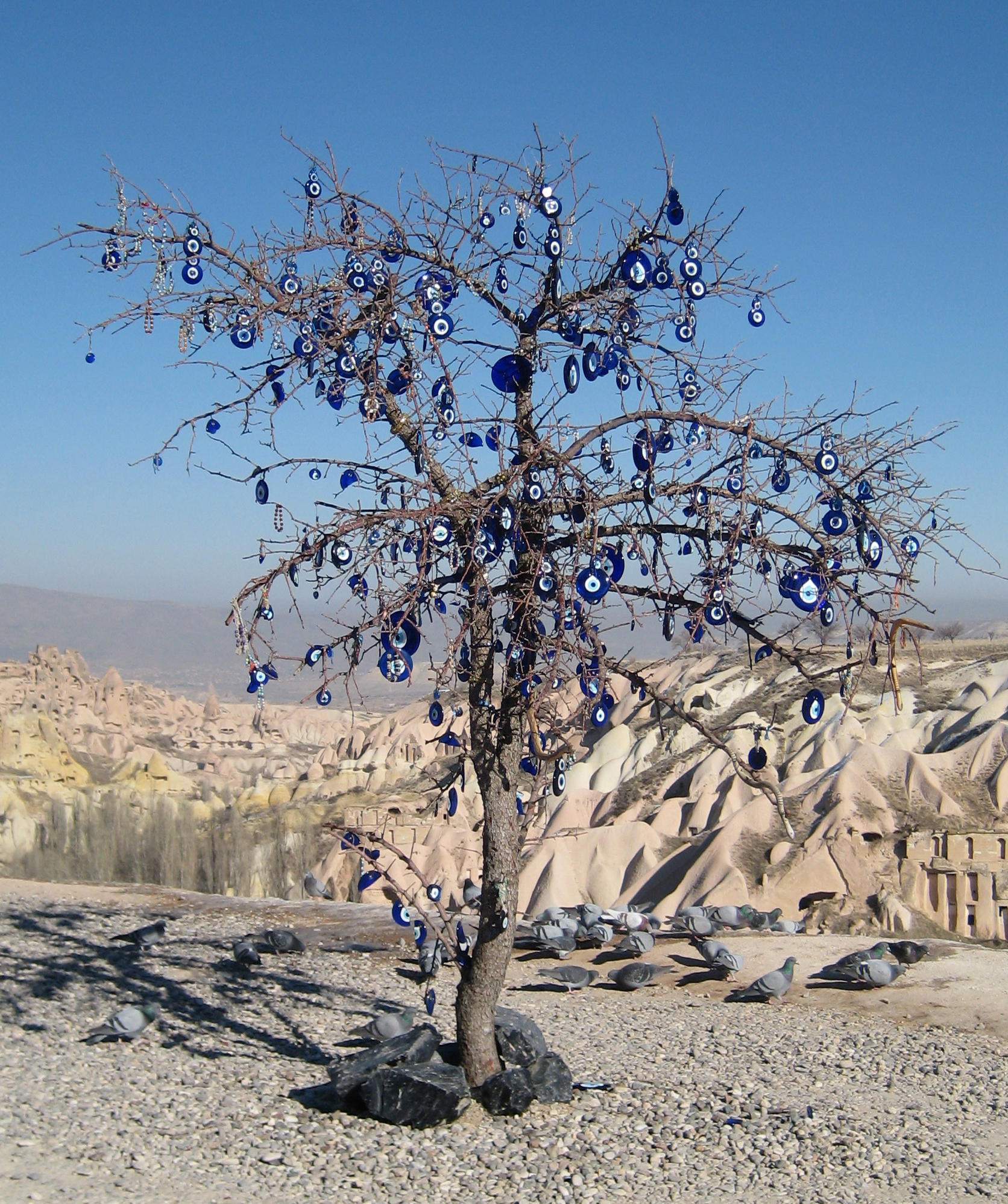
Arbre avec des nazar boncuk en Cappadoce (Turquie).

Des amulettes ou talismans permettraient de détourner l'influence néfaste. Ils sont souvent en forme d'œil, comme l'œil d'Horus dans l'ancienne Égypte ou le nazar boncuk en Turquie, en Grèce, en Arménie, en Bulgarie, à Malte, en Tunisie et en Algérie.
Ces yeux sont traditionnellement placés :
- à l'entrée des maisons
- sur la coque des bateaux, etc.

Si l'on ne dispose pas d'amulette, la parade la plus immédiate consiste en un geste symbolique de la main appelé signe des cornes (poing fermé, index et auriculaire pointés pour former des « cornes »), recommandé pour dévier la trajectoire du regard malfaisant.
Il existe également des talismans représentant un poing fermé avec le pouce situé entre l'index et le majeur. Les Romains en possédaient déjà (certains de ces talismans ont été retrouvés dans la ville romaine d'Herculanum). Ce type de talisman est appelé une « figue » (dénomination venant de la gestuelle : la main « faisant la figue »).
L'Antiquité utilise les représentations d'un visage pour chasser le mauvais œil. Ainsi des masques grotesques ou hideux figurent sur les tombeaux, les cuirasses et les jambières des guerriers, les marteaux des portes, les fontaines, la vaisselle, les meubles et tous les objets du quotidien. Ces mascarons décorent aussi les façades. Cette mode arrive en France avec les Guerres d'Italie. Le XVIIIe siècle la généralise à Paris, Versailles, Bordeaux, Nancy ou Nantes...
Au Portugal, les enfants sont préservés du mauvais œil à l'aide de colliers supportant de petits talismans complexes composés d'un croissant de lune (contre les sortilèges), une corne (pour favoriser la chance), un pentacle et une main « faisant la figue » (contre le mauvais œil). La figue est souvent utilisée seule.
Dans la tradition juive le fil rouge est utilisé comme protégeant du mauvais œil, les symboles de la figue et du poisson sont également utilisés. Un autre exemple de magie apotropaïque contre le mauvais œil est celui des colliers textiles portés par les garçons pour leur Brit Milah, notamment dans les régions d'Alsace, d'Allemagne du Sud et de Suisse. Les colliers étaient souvent ornés de pièces de monnaie ou d'un corail coloré, destinés à éloigner le mauvais œil du garçon, le protégeant ainsi pendant la circoncision.
On se défend également grâce à des végétaux : trèfles (Irlande), ail (Grèce et Italie) ou orge (Inde). Les cloches ou les rubans rouges, accrochés aux vêtements des enfants ou au cou du bétail, sont utilisés comme leurres pour détourner l'attention du mauvais œil.
En Islam, le mauvais œil est appelé ayn. Selon le prophète de l'Islam : "Le mauvais œil est vérité", c'est-à-dire qu'il existe et a des effets concrets sur notre monde. Pour s'en protéger, les musulmans lisent les trois dernières sourates du Coran, appelées sourates protectrices. Leur place en tant que dernières sourates du Coran est voulue afin qu'elles fassent partie des sourates les plus lues par les musulmans.
Dans certaines cultures on se protège du mauvais œil à l'aide de plomb que l'on fait fondre après l'avoir tourné sept fois dans le sens des aiguilles et sept fois dans le sens contraire sur la tête de la personne victime. Une fois le plomb fondu dans un récipient on le fait couler dans un récipient rempli à moitié d'eau de mer que l'on aura puisé dans sept vagues différentes. L'opération doit être répétée par trois fois et l'on jette l'eau dans les toilettes, dehors sur la route et devant la porte de la maison de la victime.[réf. nécessaire] Cette pratique étant très polluante, elle est généralement interdite.[réf. nécessaire]
En Arménie (aussi en Grèce, on l'appelle alors Matiasma) et en Turquie, le Gabuyt Achk (Nazar boncuk en turc) protège du mauvais œil. Cet objet n'a pas de rapport avec la religion, souvent les gens le suspendent au rétroviseur avant de leur voiture ou le portent autour du cou.
En Grèce, on se protège du mauvais œil en faisant un geste (poing fermé index et auriculaire relevé) pour le détourner. Ou l'on porte un petit bijou (ματόχαντρο / matochantro) représentant le καλό μάτι (kalo mati : bon œil) ou simplement μάτι (l'œil).

## Traitement en islam
Pour se prémunir contre les effets du mauvais œil (arabe : العين / al-ʽayn, également : عين الحسودة), l'islam recommande plusieurs pratiques spirituelles. L'une des plus courantes est la récitation de certaines sourates du Coran, en particulier les deux dernières, à savoir Al-Falaq (L'Aube naissante) et An-Nas (Les Hommes), qui forment ensemble « Al-Mu'awwidhatayn (en) » (arabe : المعوذتين), appellation qui pourrait se traduire par « les deux [incantations] protectrices ». Ce duo de textes apotropaïques, dont la fonction est de conjurer le mal, sont prévus comme une protection contre les méfaits du mauvais œil, ainsi que contre la sorcellerie (siḥr) et autres influences néfastes (qu'elles soient d'origine humaine ou non, notamment celles émanant des satans, les shayāṭīn, et des djinns malfaisants).
De plus, le prophète Mahomet a encouragé l'utilisation de supplications (duʿāʾ) spécifiques pour se protéger. Ainsi, le simple fait de prononcer « Masha'Allah (en) » (arabe : مَا شَاءَ ٱللَّٰهُ, romanisé :  mā shāʾa-llāhᵘ, littéralement : « Dieu l'a voulu » ou « Comme Dieu l'a voulu »), entre autres formules, notamment lorsqu'on exprime de l'admiration pour quelqu'un ou qu'une bonne nouvelle nous est annoncée, est aussi une pratique courante qui peut prévenir de l'infliction indélibérée du mauvais œil. Ces pratiques reflètent la croyance profonde dans la puissance de la prière et la confiance en Dieu pour la protection contre la jalousie dans la tradition arabo-musulmane.

### Représentations académiques et impact
Une étude publiée en 2024 dans le "Journal of Management Education" a examiné la manière dont les croyances liées au mauvais œil influencent l’expérience académique d’étudiants issus de cultures islamiques. Les chercheurs ont observé que certains étudiants attribuent leur stress, leur anxiété ou leurs difficultés scolaires à l’effet du mauvais œil, surtout lorsqu’ils se sentent exposés à la jalousie ou à la rivalité de leurs pairs.
Dans ce contexte, le mauvais œil est perçu comme une force invisible perturbant les performances intellectuelles, les relations sociales ou la santé mentale. Cette interprétation peut renforcer un sentiment d’impuissance, mais elle peut également agir comme un mécanisme d’adaptation, aidant certains étudiants à externaliser leurs difficultés et à préserver l’estime de soi.
L’étude souligne également que ces croyances peuvent interférer avec les stratégies de gestion du stress et les services de soutien psychologique offerts par les institutions, lorsque ces services ne tiennent pas compte des dimensions culturelles. Une meilleure sensibilisation à ces représentations est donc préconisée dans les environnements éducatifs multiculturels.